# António José Pereira Forjaz
Antonio José Pereira Forjaz (    - 1985)
Antigo Presidente da Camara Municipal de Sintra (1969-1974)
Antigo presidente do histórico clube local Sport União Sintrense e figura da vida local, exerceu o cargo de Presidente da Camara de Sintra a partir de 1969.
Durante o seu mandato, que durou até ao 25 de Abril de 1974, foi inaugurado o Bairro Administrativo de Queluz e o posto de turismo do Cabo da Roca, a luz eléctrica em S. Marcos, as novas instalações da Biblioteca de Sintra no Palácio Valenças, o posto de correios da Praia das Maçãs.
Nessa altura ganham regularidade os Encontros de Sintra.
Antonio Jose Pereira Forjaz foi ainda responsável pela criação do Museu Ferreira de Castro em plena Vila Velha de Sintra
Terá sido ainda responsavel, pela primeira fase da criação do Festival de Sintra e pelo renascimento do Instituto de Sintra, do qual foi igualmente presidente.
Em sua homenagem, foi construído o Campo de Futebol Antonio Jose Pereira Forjaz, da equipa local do Grupo União Recreativo Desportivo MTBA, fundado em 1972.